# Sportverein Darmstadt 1898 2021-2022
Questa voce raccoglie le informazioni riguardanti lo Sportverein Darmstadt 1898 nelle competizioni ufficiali della stagione 2021-2022.

## Stagione
Nella stagione 2021-2022 il Darmstadt, allenato da Torsten Lieberknecht, concluse il campionato di 2. Bundesliga al 4º posto. In Coppa di Germania il Darmstadt fu eliminato al primo turno dal Monaco 1860.

## Rosa
| N. |                     | Ruolo | Calciatore          |
| -- | ------------------- | ----- | ------------------- |
| 1  | Germania (bandiera) | P     | Marcel Schuhen      |
| 3  | Svezia (bandiera)   | D     | Thomas Isherwood    |
| 5  | Germania (bandiera) | D     | Patric Pfeiffer     |
| 6  | Germania (bandiera) | C     | Marvin Mehlem       |
| 8  | Germania (bandiera) | C     | Fabian Schnellhardt |
| 9  | Germania (bandiera) | A     | Phillip Tietz       |
| 11 | Germania (bandiera) | C     | Tobias Kempe        |
| 13 | Germania (bandiera) | P     | Morten Behrens      |
| 16 | Germania (bandiera) | A     | Luca Pfeiffer       |
| 17 | Germania (bandiera) | D     | Frank Ronstadt      |
| 18 | Austria (bandiera)  | A     | Mathias Honsak      |
| 19 | Austria (bandiera)  | D     | Emir Karic          |
| 20 | Germania (bandiera) | D     | Jannik Müller       |
| 21 | Germania (bandiera) | P     | Steve Kroll         |
| 22 | Germania (bandiera) | A     | Aaron Seydel        |

| N. |                     | Ruolo | Calciatore         |
| -- | ------------------- | ----- | ------------------ |
| 23 | Germania (bandiera) | C     | Klaus Gjasula      |
| 24 | Germania (bandiera) | D     | Lasse Sobiech      |
| 26 | Germania (bandiera) | D     | Matthias Bader     |
| 27 | Germania (bandiera) | A     | Tim Skarke         |
| 30 | Polonia (bandiera)  | C     | Adrian Stanilewicz |
| 32 | Germania (bandiera) | D     | Fabian Holland     |
| 33 | Ghana (bandiera)    | A     | Braydon Manu       |
| 34 | Germania (bandiera) | C     | Leon Müller        |
| 35 | Germania (bandiera) | C     | John Sesay         |
| 36 | Germania (bandiera) | A     | André Leipold      |
| 38 | Germania (bandiera) | D     | Clemens Riedel     |
| 41 | Germania (bandiera) | C     | Philipp Sonn       |
| 42 | Germania (bandiera) | C     | Till Streller      |
| 43 | Austria (bandiera)  | C     | Nemanja Celić      |

## Organigramma societario
Area tecnica
- Allenatore: Torsten Lieberknecht
- Allenatore in seconda: Maximilian Hahn, Ovid Hajou, Kai Schmitz
- Preparatore dei portieri: Dimo Wache
- Preparatori atletici: Florian Bauer, Christopher Busse, Kai Schmitz

## Calciomercato

### Sessione estiva
| Acquisti | Acquisti        | Acquisti            | Acquisti |
| R.       | Nome            | da                  | Modalità |
| -------- | --------------- | ------------------- | -------- |
| C        | Klaus Gjasula   | Amburgo             |          |
| C        | Nemanja Celić   | WSG Swarovski Tirol |          |
| A        | Luca Pfeiffer   | Midtjylland         |          |
| P        | Morten Behrens  | Magdeburgo          |          |
| C        | Benjamin Goller | Karlsruhe           |          |
| D        | Emir Karic      | Altach              |          |
| P        | Steve Kroll     | Unterhaching        |          |
| A        | Braydon Manu    | Hallescher          |          |
| D        | Jannik Müller   | DAC Dunajská Streda |          |
| C        | Leon Müller     | Rot-Weiß Coblenza   |          |
| D        | Frank Ronstadt  | Kickers Würzburg    |          |
| D        | Lasse Sobiech   | Zurigo              |          |
| C        | Philipp Sonn    | Darmstadt U17       |          |
| A        | Phillip Tietz   | Wehen Wiesbaden     |          |

| Cessioni | Cessioni          | Cessioni            | Cessioni |
| R.       | Nome              | a                   | Modalità |
| -------- | ----------------- | ------------------- | -------- |
| D        | Patrick Herrmann  | Weiche Flensburgo   |          |
| C        | Samuele Campo     | Lucerna             |          |
| A        | Henry Crosthwaite | Rot-Weiß Coblenza   |          |
| A        | Serdar Dursun     | Fenerbahçe          |          |
| D        | Immanuel Höhn     | Sandhausen          |          |
| P        | Carl Klaus        | Norimberga          |          |
| D        | Lukas Mai         | Werder Brema        |          |
| C        | Victor Pálsson    | Schalke 04          |          |
| A        | Felix Platte      | Paderborn           |          |
| D        | Nicolai Rapp      | Werder Brema        |          |
| P        | Florian Stritzel  | Wehen Wiesbaden     |          |
| C        | Alexander Vogler  | Lippstadt 08        |          |
| A        | Silas Zehnder     | Vikt. Aschaffenburg |          |

### Sessione invernale
| Acquisti | Acquisti      | Acquisti          | Acquisti |
| R.       | Nome          | da                | Modalità |
| -------- | ------------- | ----------------- | -------- |
| A        | André Leipold | Wacker Burghausen |          |

| Cessioni | Cessioni        | Cessioni   | Cessioni |
| R.       | Nome            | a          | Modalità |
| -------- | --------------- | ---------- | -------- |
| A        | Ensar Arslan    | Samsunspor |          |
| A        | Erich Berko     | Sandhausen |          |
| C        | Benjamin Goller | Karlsruhe  |          |

## Risultati

### 2. Bundesliga

#### Girone di andata
| Arbitro: | Winter |

|  |           |                      |
|  | Marcatori | 21’ Singh 61’ Gimber |

| Arbitro: | Thomsen |

|                          |           |  |
| Hofmann 9’, 79’ Choi 76’ | Marcatori |  |

| Arbitro: | Bacher |

|                                                            |           |              |
| Tietz 29’, 45’ Pfeiffer 39’, 66’ Schnellhardt 45’ Manu 90’ | Marcatori | 50’ Kutschke |

| Arbitro: | Jablonski |

|                        |           |                       |
| Schonlau 30’ Heyer 45’ | Marcatori | 14’ (rig.), 45’ Tietz |

| Arbitro: | Burda |

|                                                           |           |  |
| Pfeiffer 21’ Tietz 45’ Schnellhardt 70’ Krajnc 87’ (aut.) | Marcatori |  |

| Arbitro: | Kampka |

|                       |           |                  |
| Verhoek 19’ Fröde 86’ | Marcatori | 66’ (rig.) Kempe |

| Arbitro: | Dingert |

|           |           |  |
| Kempe 14’ | Marcatori |  |

| Arbitro: | Heft |

|                              |           |           |
| Mohr 40’ (rig.) Schimmer 84’ | Marcatori | 52’ Tietz |

| Arbitro: | Bacher |

|             |           |                                                      |
| Esswein 19’ | Marcatori | 2’, 59’ Tietz 35’, 57’ Pfeiffer 47’ Goller 73’ Karic |

| Arbitro: | Lechner |

|                               |           |  |
| Holland 45’ Pfeiffer 65’, 71’ | Marcatori |  |

| Arbitro: | Alt |

|                    |           |              |
| Mühling 37’ (rig.) | Marcatori | 41’ Pfeiffer |

| Arbitro: | Stegemann |

|                                   |           |  |
| Pfeiffer 11’ Schindler 59’ (aut.) | Marcatori |  |

| Arbitro: | Sather |

|                                  |           |                                      |
| Pfeiffer 8’ (aut.) Pieringer 88’ | Marcatori | 11’, 63’ Tietz 22’ Honsak 89’ Goller |

| Arbitro: | Reichel |

|                                     |           |  |
| Tietz 6’ Manu 29’ Pfeiffer 39’, 41’ | Marcatori |  |

| Arbitro: | Braun |

|            |           |                         |
| Jonjic 85’ | Marcatori | 62’ Pfeiffer 75’ Seydel |

| Arbitro: | Aarnink |

|                  |           |                             |
| Tietz 85’ (rig.) | Marcatori | 16’, 41’ Hennings 76’ Narey |

| Arbitro: | Schlager |

|  |           |              |
|  | Marcatori | 81’ Pfeiffer |

#### Girone di ritorno
| Arbitro: | Gerach |

|  |           |                     |
|  | Marcatori | 70’ Karic 90’ Kempe |

| Arbitro: | Aytekin |

|                         |           |                                    |
| Gjasula 48’ Holland 51’ | Marcatori | 22’ (aut.) Gjasula 71’ Schleusener |

| Arbitro: | Sather |

|  |           |                       |
|  | Marcatori | 14’ Skarke 82’ Seydel |

| Arbitro: | Jöllenbeck |

|  |           |                                                  |
|  | Marcatori | 5’ (rig.), 10’, 13’, 88’ Glatzel 76’ Wintzheimer |

| Arbitro: | Zwayer |

|                         |           |                              |
| Teuchert 35’ Börner 50’ | Marcatori | 18’ (aut.) Stolze 61’ Seydel |

| Arbitro: | Aarnink |

|           |           |           |
| Kempe 24’ | Marcatori | 65’ Sikan |

| Arbitro: | Lechner |

|  |           |            |
|  | Marcatori | 90’ Honsak |

| Arbitro: | Winter |

|                                 |           |                             |
| Seydel 77’ Tietz 81’ Skarke 83’ | Marcatori | 17’ Kühlwetter 61’ Leipertz |

| Arbitro: | Braun |

|            |           |            |
| Seydel 17’ | Marcatori | 84’ Kutucu |

| Arbitro: | Schröder |

|              |           |  |
| Füllkrug 52’ | Marcatori |  |

| Arbitro: | Waschitzki-Günther |

|                               |           |            |
| Bader 10’ Seydel 45’ Manu 50’ | Marcatori | 49’ Wriedt |

| Arbitro: | Gerach |

|                                              |           |              |
| Dovedan 43’ Schleimer 82’ Leipold 90’ (aut.) | Marcatori | 58’ Pfeiffer |

| Arbitro: | Reichel |

|                |           |                                       |
| Tietz 11’, 34’ | Marcatori | 14’, 29’ Terodde 42’, 48’, 62’ Bülter |

| Arbitro: | Stegemann |

|              |           |                         |
| Daschner 81’ | Marcatori | 9’ Pfeiffer 35’ Holland |

| Arbitro: | Dingert |

|                                                            |           |  |
| Pfeiffer 16’ Skarke 18’, 39’ Manu 19’ Honsak 74’ Kempe 90’ | Marcatori |  |

| Arbitro: | Badstübner |

|                         |           |                  |
| Iyoha 3’ Zimmermann 10’ | Marcatori | 60’ (rig.) Kempe |

| Arbitro: | Aytekin |

|                             |           |  |
| Skarke 2’ Pfeiffer 25’, 38’ | Marcatori |  |

### Coppa di Germania
| Arbitro: | Reichel |

|                                        |                      |                                          |
| Steinhart 75’                          | Marcatori            | 80’ Pfeiffer                             |
| Steinhart Tallig Dressel Staude Salger | Tiri di rigore 5 – 4 | Pfeiffer Holland Schnellhardt Manu Tietz |

## Statistiche

### Statistiche di squadra
| Competizione      | Punti | In casa | In casa | In casa | In casa | In casa | In casa | In trasferta | In trasferta | In trasferta | In trasferta | In trasferta | In trasferta | Totale | Totale | Totale | Totale | Totale | Totale | DR  |
| Competizione      | Punti | G       | V       | N       | P       | Gf      | Gs      | G            | V            | N            | P            | Gf           | Gs           | G      | V      | N      | P      | Gf     | Gs     | DR  |
| ----------------- | ----- | ------- | ------- | ------- | ------- | ------- | ------- | ------------ | ------------ | ------------ | ------------ | ------------ | ------------ | ------ | ------ | ------ | ------ | ------ | ------ | --- |
| 2. Bundesliga     | 60    | 17      | 10      | 3       | 4       | 42      | 23      | 17           | 8            | 3            | 6            | 29           | 23           | 34     | 18     | 6      | 10     | 71     | 46     | +25 |
| Coppa di Germania | -     | 0       | 0       | 0       | 0       | 0       | 0       | 1            | 0            | 1            | 0            | 1            | 1            | 1      | 0      | 1      | 0      | 1      | 1      | 0   |
| Totale            | 60    | 17      | 10      | 3       | 4       | 42      | 23      | 18           | 8            | 4            | 6            | 30           | 24           | 35     | 18     | 7      | 10     | 72     | 47     | +25 |

### Andamento in campionato
| Giornata  | 1  | 2  | 3  | 4  | 5 | 6  | 7 | 8  | 9 | 10 | 11 | 12 | 13 | 14 | 15 | 16 | 17 | 18 | 19 | 20 | 21 | 22 | 23 | 24 | 25 | 26 | 27 | 28 | 29 | 30 | 31 | 32 | 33 | 34 |
| --------- | -- | -- | -- | -- | - | -- | - | -- | - | -- | -- | -- | -- | -- | -- | -- | -- | -- | -- | -- | -- | -- | -- | -- | -- | -- | -- | -- | -- | -- | -- | -- | -- | -- |
| Luogo     | C  | T  | C  | T  | C | T  | C | T  | T | C  | T  | C  | T  | C  | T  | C  | T  | T  | C  | T  | C  | T  | C  | T  | C  | C  | T  | C  | T  | C  | T  | C  | T  | C  |
| Risultato | P  | P  | V  | N  | V | P  | V | P  | V | V  | N  | V  | V  | V  | V  | P  | V  | V  | N  | V  | P  | N  | N  | V  | V  | N  | P  | V  | P  | P  | V  | V  | P  | V  |
| Posizione | 15 | 16 | 12 | 10 | 8 | 11 | 9 | 12 | 9 | 6  | 7  | 6  | 4  | 2  | 2  | 2  | 2  | 2  | 2  | 1  | 1  | 4  | 3  | 2  | 2  | 1  | 3  | 2  | 4  | 4  | 3  | 2  | 4  | 4  |

Legenda:

Luogo: C = Casa; T = Trasferta. Risultato: V = Vittoria; N = Pareggio; P = Sconfitta.

### Statistiche dei giocatori
| Giocatore       | 2. Bundesliga | 2. Bundesliga | 2. Bundesliga | 2. Bundesliga | Coppa di Germania | Coppa di Germania | Coppa di Germania | Coppa di Germania | Totale   | Totale | Totale      | Totale     |
| Giocatore       | Presenze      | Reti          | Ammonizioni   | Espulsioni    | Presenze          | Reti              | Ammonizioni       | Espulsioni        | Presenze | Reti   | Ammonizioni | Espulsioni |
| --------------- | ------------- | ------------- | ------------- | ------------- | ----------------- | ----------------- | ----------------- | ----------------- | -------- | ------ | ----------- | ---------- |
| E. Arslan       | 1             | 0             | 0             | 0             | 1                 | 0                 | 0                 | 0                 | 2        | 0      | 0           | 0          |
| M. Bader        | 30            | 1             | 6             | 0             | 1                 | 0                 | 0                 | 0                 | 31       | 1      | 6           | 0          |
| M. Behrens      | 4             | 0             | 0             | 0             | 0                 | 0                 | 0                 | 0                 | 4        | 0      | 0           | 0          |
| E. Berko        | 12            | 0             | 2             | 0             | 0                 | 0                 | 0                 | 0                 | 12       | 0      | 2           | 0          |
| N. Celić        | 14            | 0             | 2             | 0             | 1                 | 0                 | 1                 | 0                 | 15       | 0      | 3           | 0          |
| K. Gjasula      | 23            | 1             | 11            | 2             | 0                 | 0                 | 0                 | 0                 | 23       | 1      | 11          | 2          |
| B. Goller       | 11            | 2             | 1             | 0             | 1                 | 0                 | 0                 | 0                 | 12       | 2      | 1           | 0          |
| F. Holland      | 34            | 3             | 2             | 0             | 1                 | 0                 | 0                 | 0                 | 35       | 3      | 2           | 0          |
| M. Honsak       | 32            | 3             | 3             | 0             | 0                 | 0                 | 0                 | 0                 | 32       | 3      | 3           | 0          |
| T. Isherwood    | 24            | 0             | 4             | 0             | 1                 | 0                 | 0                 | 0                 | 25       | 0      | 4           | 0          |
| E. Karic        | 26            | 2             | 4             | 0             | 1                 | 0                 | 0                 | 0                 | 27       | 2      | 4           | 0          |
| T. Kempe        | 30            | 6             | 5             | 0             | 0                 | 0                 | 0                 | 0                 | 30       | 6      | 5           | 0          |
| S. Kroll        | 0             | 0             | 0             | 0             | 0                 | 0                 | 0                 | 0                 | 0        | 0      | 0           | 0          |
| A. Leipold      | 1             | 0             | 0             | 0             | 0                 | 0                 | 0                 | 0                 | 1        | 0      | 0           | 0          |
| B. Manu         | 21            | 4             | 6             | 0             | 1                 | 0                 | 0                 | 0                 | 22       | 4      | 6           | 0          |
| M. Mehlem       | 20            | 0             | 2             | 0             | 0                 | 0                 | 0                 | 0                 | 20       | 0      | 2           | 0          |
| J. Müller       | 15            | 0             | 4             | 0             | 1                 | 0                 | 0                 | 0                 | 16       | 0      | 4           | 0          |
| L. Müller       | 0             | 0             | 0             | 0             | 0                 | 0                 | 0                 | 0                 | 0        | 0      | 0           | 0          |
| L. Pfeiffer     | 32            | 17            | 4             | 0             | 1                 | 1                 | 0                 | 0                 | 33       | 18     | 4           | 0          |
| P. Pfeiffer     | 31            | 1             | 6             | 0             | 1                 | 0                 | 0                 | 0                 | 32       | 1      | 6           | 0          |
| C. Riedel       | 9             | 0             | 2             | 0             | 1                 | 0                 | 0                 | 0                 | 10       | 0      | 2           | 0          |
| F. Ronstadt     | 14            | 0             | 3             | 0             | 0                 | 0                 | 0                 | 0                 | 14       | 0      | 3           | 0          |
| F. Schnellhardt | 15            | 2             | 1             | 1             | 1                 | 0                 | 0                 | 0                 | 16       | 2      | 1           | 1          |
| M. Schuhen      | 31            | 0             | 1             | 0             | 1                 | 0                 | 0                 | 0                 | 32       | 0      | 1           | 0          |
| J. Sesay        | 2             | 0             | 0             | 0             | 1                 | 0                 | 0                 | 0                 | 3        | 0      | 0           | 0          |
| A. Seydel       | 21            | 6             | 1             | 0             | 0                 | 0                 | 0                 | 0                 | 21       | 6      | 1           | 0          |
| T. Skarke       | 19            | 5             | 4             | 0             | 0                 | 0                 | 0                 | 0                 | 19       | 5      | 4           | 0          |
| L. Sobiech      | 15            | 0             | 2             | 0             | 0                 | 0                 | 0                 | 0                 | 15       | 0      | 2           | 0          |
| P. Sonn         | 1             | 0             | 0             | 0             | 0                 | 0                 | 0                 | 0                 | 1        | 0      | 0           | 0          |
| A. Stanilewicz  | 3             | 0             | 0             | 0             | 0                 | 0                 | 0                 | 0                 | 3        | 0      | 0           | 0          |
| T. Streller     | 0             | 0             | 0             | 0             | 0                 | 0                 | 0                 | 0                 | 0        | 0      | 0           | 0          |
| P. Tietz        | 34            | 15            | 4             | 0             | 1                 | 0                 | 0                 | 0                 | 35       | 15     | 4           | 0          |